# Ricarda Reffo
Ricarda Lorena Reffo (* 1. Juni 1994) ist eine deutsche Schauspielerin.

## Filmografie
- 1997: Gegen den Wind – in 11 Folgen – Rolle der Stine Westermann
- 2003: Doppelter Einsatz – Einer stirbt bestimmt (als Ricardo Reffo)
- 2008: Die Pfefferkörner – Schlankheitspillen (Name nur im Fernsehen aufgelistet gewesen)[1]